# قائمة قرى مركز دار السلام

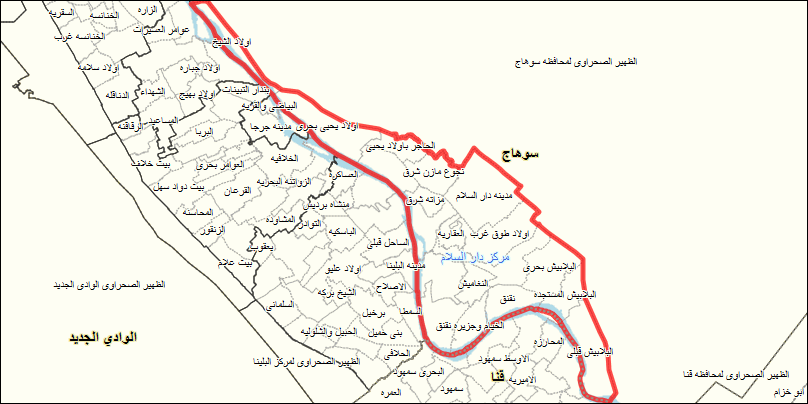
مركز دار السلام

قرى مركز دار السلام أو القرى التابعة لمركز ومدينة دار السلام بمحافظة سوهاج ، هي وحدات إدارية من المستوى الثالث في جمهورية مصر العربية، وهي الوحدات التي تضم تجمعات سكانيّة حضرية وريفيّة معاً أو تجمعات سكانية ريفيّة فقط. ويضم مركز دار السلام 19 قرية ومدينة واحدة بمجموع يبلغ 314,685 نسمة. 

## قرى مركز دار السلام
| م | المركز          | القاعدة الإدارية | مدن | أحياء | القرى | السكان (2006) | خريطة |
| - | --------------- | ---------------- | --- | ----- | ----- | ------------- | ----- |
| 6 | مركز دار السلام | مدينة دار السلام | 1   | ـــــ | 19    | 311,685 نسمة  |       |

مرحباً بدار السلام
| القرية            | عدد السكان |
| ----------------- | ---------- |
| النصيرات          | 16647      |
|                   |            |
| النغاميش          | 17639      |
| مزاتة شرق         | 12181      |
| أولاد يحيى قبلي   | 19341      |
| أولاد يحيى بحري   | 32376      |
| الكشح             | 26562      |
| نقنق              | 13393      |
| اولاد يحيى الحاجر | 12963      |

| القرية           | عدد السكان |
| ---------------- | ---------- |
| اولاد سالم قبلى  | 10268      |
| اولاد خلف        | 24728      |
| البلابيش قبلى    | 15129      |
| البلابيش بحرى    | 12594      |
| اولاد الشيخ      | 6475       |
| مدينة دار السلام | 39,500     |
| عزبة برهام       | 5,600      |

| القرية            | عدد السكان |
| ----------------- | ---------- |
| الخيام            | 16671      |
| العقارية          | 5982       |
| البلابيش المستجدة | 11003      |
| اولاد طوق غرب     | 10051      |
| نجوع مازن شرق     | 7418       |
| اولاد سالم بحرى   | 12240      |